# Tyler Posey
Tyler Garcia Posey (* 18. října 1991 Santa Monica, Kalifornie, USA) je americký herec a hudebník, syn herce a scenáristy Johna Poseyho. Účinkoval již v raných letech v řadě dětských filmových a televizních rolí, za něž byl dvakrát nominován na cenu Young Artist Award. Nejvýraznější byl jako Raul Garcia v seriálu Doc (2001–2004) či Ty Ventura ve filmu Krásná pokojská (2002). V dospělosti je znám především jako představitel ústřední postavy Scotta McCalla z televizního seriálu stanice MTV Vlčí mládě (Teen Wolf, od roku 2011), i když byl poté obsazen i do řady filmových postav a uplatnil se také v hlasovém herectví. Na přelomu let 2011–2012 získal řadu mládežnických hereckých ocenění včetně Teen Choice Award a na některá další byl nominován. Hudebně působil několik let ve skupině Lost in Kostko, kterou v roce 2009 spoluzakládal.

## Herecká kariéra
Narodil se 18. října 1991 v kalifornské Santa Monice. Jeho otcem je herec a scenárista John Posey, od roku 1991 ženatý s Tylerovou matkou Cindy, jež v prosinci 2014 zemřela na rakovinu prsu. Starší bratr Derek užívá příjmení Goodrich. Mladší bratr Jesse Posey hraje baseball za tým Santa Maria Reds.

### Televizní začátky
Vzhledem k otcově profesi se už v pěti letech dostal k hraní, zpočátku v reklamách. Tylerova matka Cindy Garcia Poseyová je Mexičanka, takže už byl od dětství obsazován převážně do etnických rolí. V 8 letech přišla první větší příležitost, když byl obsazen do seriálu z lékařského prostředí Doc (2001–2004). Seriál televize PAX se natáčel v kanadském Torontu a podílel se na něm částečně i Tylerův otec, takže se setkali při natáčení několika dílů. Seriál sledoval příběhy doktora Clinta Cassidyho, přezdívaného „Doc“, a stálé vedlejší postavy v něm představovali mimo jiné jeho soused a kamarád, policista Nate Jackson (Richard Leacock) s manželkou Beverly (Tracy Shreveová) a adoptivním synem Raúlem Garcíou. Za Raúlovu roli byl Tyler Posey dvakrát nominován na cenu Young Artist Award.

### Dětské úspěchy na filmovém plátně
První miniaturní filmovou roli dostal v dobovém snímku podle skutečných událostí Ten nejlepší (Men of Honour, 2000) s Robertem De Nirem a Cubou Goodingem mladším v hlavních úlohách vojenských potápěčů. Zde si však ještě nevysloužil uvedení v titulcích. To až v akčním filmu Protiúder (Collateral Demage) s Arnoldem Schwarzeneggerem v hlavní roli. Ten hrál hasiče Gordyho Brewera, jehož ženu a dítě zabil bombový útok, zinscenovaný kolumbijským teroristou Claudiem „El Lobo“ (Cliff Curtis). Brewer ho ve snaze o odplatu následuje do Jižní Ameriky, kde mimo jiné poznává Selenu (Francesca Neri) s hluchoněmým hochem Maurem. Později se dozvídá, že je Selena Claudiova žena, která při někdejším útoku vojáků na vesnici údajně přišla o dceru Sofii a ujala se tehdy osiřelého Maura. Spolu s ní a Maurem se vrací do New Yorku, aby zabránil dalšímu bombovému útoku. Posey tak v Maurově roli zažil natáčení v mexické džungli i v hlavním městě Spojených států. Premiéra filmu byla původně stanovena na týden po 11. září 2001, avšak vzhledem k tehdejším tragickým událostem byla odložena až na 8. února 2002.
V prosinci téhož roku se Posey objevil v romantické komedii režiséra Wayna Wanga Krásná pokojská (Maid in Manhattan). V moderním popelkovském příběhu ztvárnila Jennifer Lopez Marisu Venturovou, pokojskou v jednom newyorském hotelu, která si shodou řady náhod padne do oka s republikánským politikem a kandidátem do Kongresu Christopherem Marshallem (Ralph Fiennes). On je stíhán dámami a senzacechtivými novináři, zatímco ona je svobodná portorikánská matka žijící v Bronxu s bystrým 10letým synem Tyem. A ten zapůsobí jako katalyzátor jejich nepravděpodobné romance. Snímek, nasazený do amerických kin v předvánočním období, vydělal na prvovíkendových tržbách 18,7 milionů dolarů a obsadil první příčku v návštěvnosti, těsně před sci-fi Star Trek: Nemesis. Oba Tylerovi rodiče se později v rozhovorech shodli, že ho pak všude lidé poznávali. Kirk Honeycutt v recenzi pro The Hollywood Reporter napsal: „Tyler Garcia Posey jako předčasně vyspělý syn Lopezové je skoro největší hvězdou filmu.“ Do českých kin snímek od 5. června 2003 uvedla společnost Falcon a na VHS i DVD vydal v říjnu téhož roku Bonton, přičemž hlas Tyi Venturovi propůjčil tehdy 13letý syn Pavla Trávníčka, Pavel Dytrt.

### Tvorba během dospívání
V polovině prvního desetiletí se Posey objevil ve výpravné televizní minisérii z produkce Stevena Spielberga Na Západ (Into the West, 2005). Šestidílná sága přibližovala historii amerického západu v období 20. až 90. let 19. století v životních příbězích lakotských indiánů a rozvětvené jižanské rodiny Wheelerů. Ústřední hrdina Jacob Wheeler si vzal za manželku indiánku jménem Žena bouřlivého srdce a s ní měl dva syny a dceru. Vzhledem k širokému časovému rozpětí se v některých rolích seriálu vystřídalo více herců. Tyler Posey se tak objevil jen v první čtvrtině 3. dílu jako Jacobův prvorozený syn Abraham (Vysoký vlk) ve věku 12 let, kdy po neshodě s otcovým bratrem Jethrem nakonec utíká od rodiny. V poslední čtvrtině dílu se vrací už jako dospělý muž v podání nového herce, Christiana Kanea. Při natáčení Posey absolvoval zimní jízdy na koni a pro svou roli se učil mluvit lakotsky.
Poté následovaly seriály televize ABC: Bratři a sestry (Brothers & Sisters, 2006–2007) a Lincoln Heights (2009). Seriál Bratři a sestry sledoval životní příběhy rodiny Walkerů od chvíle úmrtí její hlavy, Willa Walkera. Nejstarší z již dospělých sourozenců je Sára (Rachel Griffithsová), provdaná za Joea Whedona (John Pyper-Ferguson), s nímž má dvě vlastní děti, dceru Paige a mladšího syna Coopera. Joe však má z předchozího manželství se ženou Paulou také staršího syna Gabriela („Gabea“), a právě toho ztvárnil Tyler Posey. Vzhledem k okrajovému postavení vůči ústřední rodině se Poseyho postava vyskytla jen v nevysílaném pilotním dílu a v dalších třech dílech první řady. Seriál byl v českém znění uváděn od září 2010 kabelovou televizí Universal Channel a o rok později jej začala vysílat Česká televize. Podobně jako Bratři a sestry, i Lincoln Heights je rodinné drama z oblasti Kalifornie, zaměřuje se však na zcela jiné prostředí a hrdiny. Sleduje osudy afroamerického policisty Edwarda Suttona a jeho rodiny v poněkud nepřívětivé čtvrti Los Angeles. Odlišný je i výskyt Poseyho postavy, která vstupuje do děje až v poslední, čtvrté řadě seriálu, premiérově vysílané na podzim 2009. Andrew Ortega se objevuje poprvé ve 4. dílu a vytrvá až do konce série jako objekt milostného zájmu Suttonovy mladší dcery Elizabeth („Lizzy“), s níž se potká při dobrovolničení v místním komunitním centru.
V ještě téměř dětské roli „Myšáka Gonzálese“ účinkoval Posey roku 2006 v mexicko-americké rodinné dobrodružné fantasy Veritas – princ pravdy (Veritas, Prince of Truth). Snímek s prvky komiksové animace byl uveden do amerických kin v březnu 2007. V české verzi byl poprvé uveden v lednu 2009 na ČT1 a Poseyho namluvil Jan Rimbala. Ve svých 16 letech se Posey v zimě 2007/8 zúčastnil konkurzu na roli Jacoba Blacka pro teenagerskou filmovou sérii Stmívání, která ovšem byla svěřena Tayloru Lautnerovi.

### Filmy nového desetiletí
V září 2010 se objevil ve filmu Legendary ze zápasnického prostředí, při jehož natáčení se znovu potkal se svým otcem. Devon Graye zde ztvárnil hlavní roli dospívajícího Cala Chetleyho, který se pokouší jít ve šlépějích svého staršího bratra i zesnulého otce, obou legendárních zápasníků. Tyler Posey vystupuje jako Billy Barrow, jeho šikanující vrstevník a člen zápasnického týmu. Tým vede a oba znepřátelené hochy umravňuje trenér Tennent v podání Johna Poseyho. Tylerův otec byl rovněž autorem scénáře. Film se však ohřál v kinech jen dva týdny a rychle zamířil na nosiče pro domácí video.
O dva roky později si Tyler Posey zahrál v rodinném dramatu režiséra Quentina Leeho Bílá žába (White Frog, 2012). Film sleduje příběh středoškoláka Nicka (Booboo Stewart), který trpí Aspergerovým syndromem, po smrti staršího bratra poznává partu jeho kamarádů a dochází k překvapivému odhalení. Posey zde hrál Douga, který se od počátku chová k Nickovi nejvstřícněji a přivádí ho do party. Snímek v českém znění uvedla od 14. listopadu 2013 kabelová stanice HBO, pro niž Douga nadaboval Oldřich Hajlich.
V roce 2012 hrál Tyler Posey také ve snímku Taco Shop. Zde účinkoval v hlavní roli Smokese po boku Erica Robertse a Laury Harringové. Postprodukce snímku se však zdržela a ještě před koncem roku 2014 stále nebyl uveden do kin.
Mezitím se roku 2013 objevil v hororové parodii Scary Movie 5. Poseyho David je jedním ze skupinky pobožné mládeže, která pobývá v chatě u lesa a přichází na scénu asi ve dvou třetinách filmu. Přijíždí sem Jody (Ashley Tisdaleová) s Kendrou (Erica Ashová), aby ve sklepě nalezly knihu zla. Po opakovaném přečtení zaklínadla se jim neděje nic podezřelého, zatímco přivolaný démon se vyřádí na Davidovi a jeho přátelích. Do českých kin film uvedla 2. května 2013 společnost Bontonfilm a Davida pro ni nadaboval Pavel Vondra.

### Vlčí mláděa další seriály

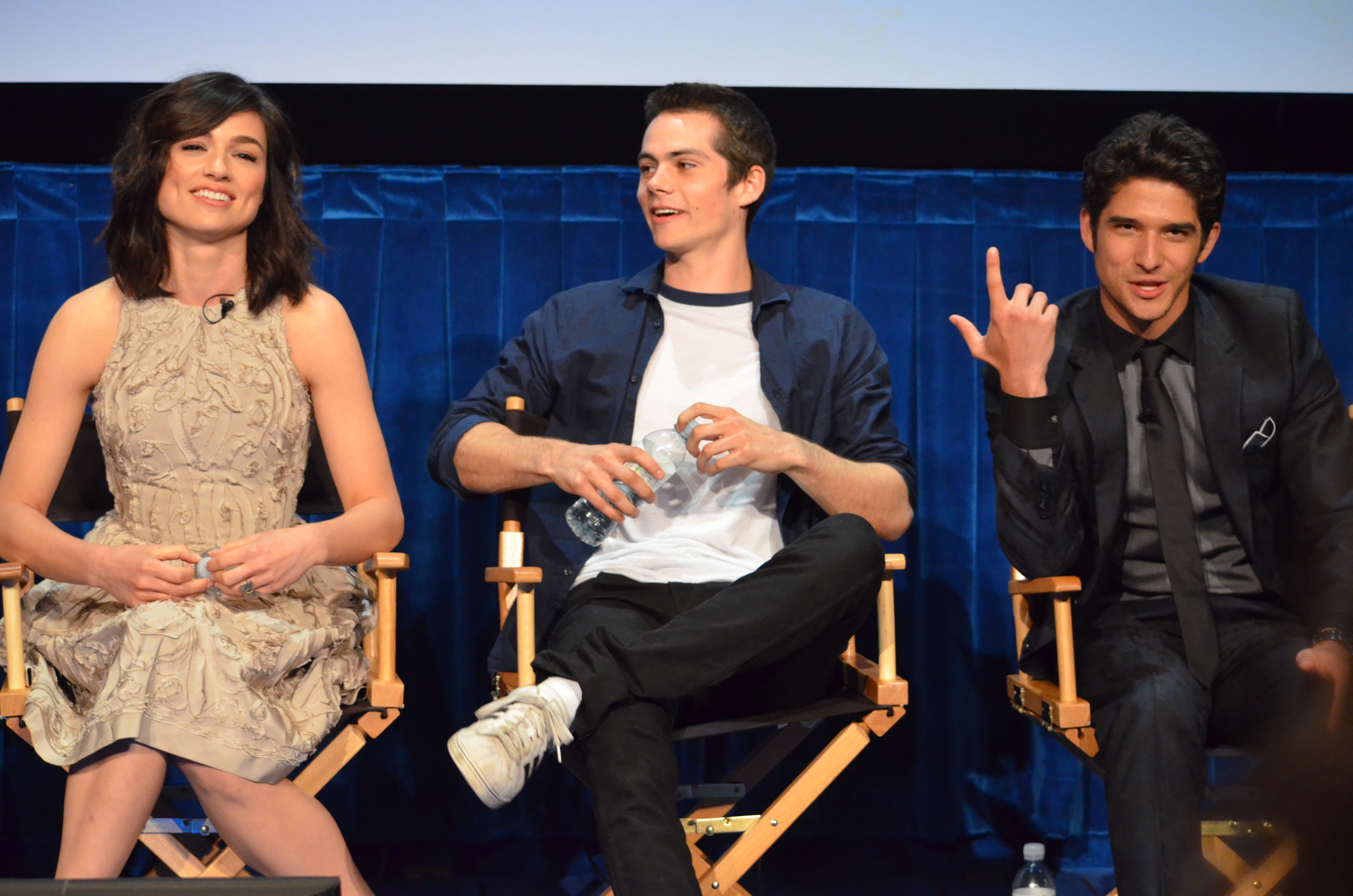
S kolegy z Vlčího mláděte Crystal Reedovou a Dylanem O'Brienem při debatě r. 2012

Průlomové se stalo jeho obsazení do titulní úlohy v seriálu pro mládež Vlčí mládě (Teen Wolf), který od června 2011 vysílala televizní stanice MTV. Seriál vycházel ze stejnojmenného filmu z roku 1985 (česky uváděného též jako Školák vlkodlak) s Michaelem J. Foxem v hlavní roli. V seriálové verzi tedy Foxe nahradil právě Tyler Posey a hrál zde středoškoláka Scotta McCalla, který se po kousnutí stal vlkodlakem.
Za své účinkování ve Vlčím mláděti byl každoročně nominován na ceny Teen Choice a v roce 2012 ve své kategorii zvítězil. V roce 2012 byl také nominován na cenu nadace Imagen pro nejlepšího latinoamerického televizního herce a v obdobné kategorii získal ocenění ALMA, udílené rovněž za prezentaci latinoamerických obyvatel. Magazín The Hollywood Reporter ho v srpnu 2012 uvedl na seznamu 35 nejvíc sexy Latinoameričanů do 35 let v zábavním průmyslu.
Koncem června 2015 začala televize vysílat již pátou řadu seriálu a v červenci byla na Comic-Conu ohlášena příprava řady šesté, podle dalších zpráv již poslední. Vysílání bylo ukončeno v roce 2017. V českém znění začala Vlčí mládě uvádět kabelová stanice AXN, a to s ročním odstupem od 1. června 2012. Postavu Scotta McCalla namluvil Michal Holán.
K seriálu Vlčí mládě se v roce 2013 přidaly epizodní role ve dvou komediálních seriálech: Workaholics (jako Billy Belk ve 14. epizodě 3. řady Fourth and Inches) a The Exes (jako Eric v 9. epizodě 3. řady The Hand That Rocks the Cradle).

### Filmy druhé půle 10. let
V druhé polovině srpna 2014 začalo hlavní natáčení filmu Yoga Hosers, druhého dílu zamýšlené filmové trilogie Kevina Smithe. Film měl navázat na první snímek Mroží muž, z nějž také převzal velkou část obsazení. Tyler Posey pak měl být jedním z nových přírůstků, po boku dvou dcer slavných otců Lily-Rose Deppové a Harley Quinn Smithové.
V květnu 2017 bylo ohlášeno obsazení Poseyho do hororu Truth or Dare, jehož natáčení mělo začít o měsíc později. Lucy Hale ve snímku ztvárnila hlavní postavu vysokoškolské studentky Olivie, která se v Novém Mexiku zapojila do nadpřirozené verze hry „Vadi nevadí“, hra však i po návratu nezastavitelně kosí řady hráčů, kteří odpoví nepravdivě nebo vyplní úkol. A také Posey představoval jednoho z hráčů Lucase Morena. Film měl premiéru 13. dubna 2018, česky jej uvedla společnost CinemArt 19. dubna 2018. Poseyho postavu v české verzi namluvil Vojtěch Hájek.
V květnu 2018 byla oznámena účast Poseyho na komediálním romantickém filmu Poslední léto režiséra Billa Bindleyho, kde ztvárnil Rickyho, nového baseballového hráče v týmu Chicago Cubs. Snímek uvedl Netflix 3. května 2019. Netflix také ohlásil od 26. prosince téhož roku uvedení animovaného seriálu Rychle a zběsile: Závodníci v utajení, v němž Posey namluvil postavu Tonyho Toretta.
V říjnu 2019 bylo ohlášeno jeho obsazení do nezávislého hororu Alone, v němž ztvárnil Aidana, který se při infekční pandemii zabarikáduje ve svém bytě a posléze objeví v protějším domě dívku (Summer Spiro), s níž se pokouší najít cestu z bytového komplexu plného zombií. Ve snímku Johnnyho Martina se objevil mimo jiné i Tylerův otec John Posey či Donald Sutherland. Do kin však nebyl uveden, vyšel 16. října 2020 jako video na vyžádání a o čtyři dny později na blu-ray a DVD.
V srpnu 2021, deset let po uvedení seriálu Vlčí mládě, oznámila streamovací služba Paramount Plus přípravu celovečerního filmu uzavírajícího celý seriál. V obsazení snímku Teen Wolf: The Movie se z dřívější sestavy znovu objevili kromě Poseyho také Tyler Hoechlin, Crystal Reedová a řada dalších.

## Filmografie

### Film
| Rok  | Název                  | Role                | Poznámky                                                   |
| ---- | ---------------------- | ------------------- | ---------------------------------------------------------- |
| 2000 | Ten nejlepší           | chlapec             | v titulcích neuveden                                       |
| 2002 | Protiúder              | Mauro               | uveden jako Tyler Garcia Posey                             |
| 2002 | Krásná pokojská        | Ty Ventura          | uveden jako Tyler Garcia Posey                             |
| 2005 | Inside Out             | Obert               | [ 17 ]                                                     |
| 2006 | Veritas – princ pravdy | Myšák González      |                                                            |
| 2010 | Legendary              | Billy Barrow        |                                                            |
| 2011 | Our Deal               | Lucky – Day Trotter | krátký film                                                |
| 2012 | Bílá žába              | Doug                |                                                            |
| 2013 | Scary Movie 5          | David               |                                                            |
| 2013 | The Giving Tree        | kluk                | krátké video na serveru Funny Or Die v režii Brada Schulze |
| 2014 | Snackpocalypse         | Thor                | krátké video na serveru Funny Or Die                       |
| 2016 | Yoga Hosers            | Gordon Greenleaf    |                                                            |
| 2018 | Vadí nevadí            | Lucas Moreno        |                                                            |
| 2018 | Taco Shop              | Smokes              |                                                            |
| 2019 | Poslední léto          | Ricky Santos        |                                                            |
| 2020 | Alone                  | Aiden               |                                                            |
| 2023 | Teen Wolf: The Movie   | Scott McCall        | film v postprodukci                                        |

### Televize
| Rok       | Pořad                                 | Postava                                     | Poznámky                                                                                              |
| --------- | ------------------------------------- | ------------------------------------------- | --- |
| 2001–2004 | Doc                                   | Raul Garcia                                 | celkem v 86 z 88 dílů, od pilotního až do závěrečného 9. dílu 5. řady, uveden jako Tyler Garcia Posey |
| 2002      | Beze stopy                            | Robert                                      | v 6. dílu 1. řady „Tichý společník“ (Silent Partner), uveden jako Tyler Garcia Posey                  |
| 2005      | Sue Thomas: Agentka FBI               | Danny                                       | ve 12. dílu 3. řady „Syn vraha“ (Boy Meets World), uveden jako Tyler Garcia Posey                     |
| 2005      | Na Západ                              | 12letý Abe Wheeler                          | 6dílná minisérie; v 3. dílu „Člověk míní a Bůh mění“ (Dreams and Schemes)                             |
| 2006      | Smallville                            | Javier Ramirez                              | v 9. dílu 6. řady „Podzemí“ (Subterranean)                                                            |
| 2006–2007 | Bratři a sestry                       | Gabriel Whedon / Gabriel Traylor (v pilotu) | v nevysílaném pilotním dílu a ve 3 dílech 1. řady (4., 8. a 11.)                                      |
| 2009      | Lincoln Heights                       | Andrew Ortega                               | v posledních 7 dílech závěrečné 4. řady (4.–10.)                                                      |
| 2011–2017 | Vlčí mládě                            | Scott McCall                                | hlavní role, 100 dílů                                                                                 |
| 2013      | Workaholics                           | Billy Belk                                  | ve 14. dílu 3. řady „Fourth and Inches“                                                               |
| 2013      | The Exes                              | Eric                                        | v 9. dílu 3. řady „The Hand That Rocks the Cradle“                                                    |
| 2016–2018 | Elena z Avaloru                       | Princ Alonso (dabing)                       | animovaný seriál, vedlejší role, 6 dílů                                                               |
| 2017      | Jane the Virgin                       | Adam                                        | 7 dílů                                                                                                |
| 2017      | Hell's Kitchen                        | sám sebe                                    | |
| 2018      | Sideswiped                            | Griffin                                     | díl: „Baby Steps“                                                                                     |
| 2018      | Marvel Rising: Initiation             | Dante Pertuz / Inferno (hlas)               | minisérie, 6 dílů                                                                                     |
| 2018      | Marvel Rising: Secret Warriors        | Dante Pertuz / Inferno (hlas)               | TV film                                                                                               |
| 2019      | Marvel Rising: Chasing Ghosts         | Dante Pertuz / Inferno (hlas)               | TV speciál                                                                                            |
| 2019      | Marvel Rising: Heart of Iron          | Dante Pertuz / Inferno (hlas)               | TV speciál                                                                                            |
| 2019      | Marvel Rising: Playing with Fire      | Dante Pertuz / Inferno (hlas)               | TV film                                                                                               |
| 2019      | Scream                                | Shane                                       | hlavní role, 2 díly                                                                                   |
| 2019      | Sherwood                              | Iniko (hlas)                                | 10 dílů                                                                                               |
| 2019      | Undone                                | otec Miguel                                 | 3 díly                                                                                                |
| 2019      | Now Apocalypse                        | Gabriel                                     | vedlejší role, 7 dílů                                                                                 |
| 2019–     | Rychle a zběsile: Závodníci v utajení | Tony Toretto (hlas)                         | hlavní role, nejméně 40 dílů v 5 řadách                                                               |

## Ocenění a nominace
- 2002 – Young Artist Awards: nominace v kategorii Nejlepší mužský herecký výkon ve vedlejší roli v komediálním televizním seriálu (Best Performance in a TV Comedy Series: Supporting Young Actor) za Doc[132][pozn. 6]
- 2004 – Young Artist Awards: nominace v kategorii Nejlepší mužský herecký výkon ve vedlejší roli v komediálním či dramatickém televizním seriálu (Best Performance in a TV Series (Comedy or Drama): Supporting Young Actor) za Doc[135][pozn. 7]
- 2005 – MovieGuide Awards: nominace na Cenu grácie za inspirativní televizní herectví (Grace Award for Most Inspiring Television Acting) za epizodu „Happy Trails“ seriálu Doc[139][pozn. 8]
- 2011 – Teen Choice Awards: nominace v kategoriích Letní mužská televizní hvězda (Choice Summer TV Star: Male) a Vycházející televizní hvězda (Choice TV: Breakout Star) za Vlčí mládě[144][pozn. 9]
- 2011 – Youth Rock Awards: Nejlepší televizní herec (Rockin' Actor – TV)[149][150][151]
- 2012 – Teen Choice Awards: Letní mužská televizní hvězda (Choice Summer TV Star: Male) za Vlčí mládě[152]
- 2012 – ALMA Awards: Nejoblíbenější televizní herec (Favourite TV Actor) za Vlčí mládě[83]
- 2012 – Imagen Awards: nominace v kategorii Nejlepší televizní herec (Best Actor/Television) za Vlčí mládě[82][pozn. 10]
- 2013 – Teen Choice Awards: nominace v kategorii Letní mužská televizní hvězda (Choice Summer TV Star: Male) za Vlčí mládě[155][pozn. 11]
- 2014 – Teen Choice Awards: nominace v kategoriích Letní mužská televizní hvězda (Choice Summer TV Star: Male) a Televizní herec ve sci-fi/fantasy (Choice TV Actor: Sci-Fi/Fantasy) za Vlčí mládě[157][pozn. 12]
- 2015 – Teen Choice Awards: nominace v kategorii Letní mužská televizní hvězda (Choice Summer TV Star: Male) za Vlčí mládě[160][161]
- 2015 – Saturn Awards: nominace v kategorii Nejlepší mladý herecký výkon v televizním seriálu (Best Performance by a Younger Actor in a Television Series) za Vlčí mládě[162]
- 2017 – Teen Choice Awards: Letní mužská televizní hvězda (Choice Summer TV Star: Male) za Vlčí mládě[163]
- 2017 – People's Choice Awards: nominace v kategorii Nejoblíbenější televizní herec ve sci-fi/fantasy (Favorite Sci-Fi/Fantasy TV Actor) za Vlčí mládě[164]

## Hudební tvorba
Tyler Posey hraje na kytaru, zpívá a píše písně. V létě 2009 spolu s bubeníkem Alexem Gertschem založil agresivně post-punkovou hudební skupinu Lost in Kostko, do níž přizvali ještě Freddyho Ramireze a Jeremyho Bauera. Společně natočili a v červnu 2011 vydali debutové EP You're Going to Need a Towel. A jedna z jejich písní zazněla i v seriálu Vlčí mládě. Od druhé poloviny roku 2012 kapela vystupovala nově pod názvem Disappearing Jamie. V polovině roku 2013 už však neexistovala a Tyler Posey se v rozhovoru pro The Hollywood Reporter vyjádřil, že uvažuje o tvorbě filmové a televizní hudby, o nové kapele, nebo i sólovém účinkování.

## Soukromý život
Posey má v oblibě tetování. Jako první si nechal vytetovat na bok trupu velkou dvojici divadelních masek a přidal několik dalších jednotlivých tetování v dolní části pravé nohy. Podle vlastního vyjádření je soustřeďuje do stejné oblasti, aby šly snáze skrýt. V létě 2012 si však nechal tetovat dvojici pruhů na levou paži, a ačkoli tak učinil bez vědomí televizních tvůrců, ti je následně zohlednili i v ději úvodního dílu 3. řady Vlčího mláděte, nazvaného příznačně „Tetování“. V souvislosti se seriálem si při Comic-Conu 2013 nechal udělat dočasná tetování symbolů vlkodlačího „alfy“ na bradavky. V létě 2014 přidal další tetování dvojice ptáků na obě strany kolene.
Už ve svých 11 letech poznal Seanu Gorlickovou, do níž se podle vlastních slov ve 12 letech zamiloval. Po dlouholetém vztahu se s ní v létě 2013 zasnoubil. Na začátku roku 2014 uvedl, že se na podzim téhož roku chtějí vzít. V říjnu 2014 však chystanou svatbu zrušili a pár se po letech vztahu rozešel. V říjnu 2020 Posey mimo jiné zveřejnil, že měl vztahy i s muži a nemá rád nálepkování svojí sexuality. V rozhovoru pro stanici Sirius XM uvedl: „Rozhodl jsem se provést svůj coming out a být v této věci upřímný. Vím, že ke mně spousta dětí vzhlíží, a chtěl jsem se zbavit stigmatu.“ V červenci 2021 se veřejně identifikoval jako queer a sexuálně fluidní.
Tyler Posey se věnuje také dobročinným aktivitám. V červnu 2013 se stal jedním z držitelů ceny Power of Youth, udílené magazínem Variety mladým popkulturním hvězdám, které významně přispívají ve prospěch filantropických a charitativních aktivit. Cenu si vysloužil zastupováním dobrovolné zdravotnické organizace Leukemia and Lymphoma Society.